# Пять законов библиотечной науки
Пять законов библиотечной науки (англ. Five laws of library science) — теория индийского библиотековеда Шиали Рамамрита Ранганатана, подробно описывающая принципы функционирования библиотечной системы. Изложена в одноимённой монографии Ранганатана 1931 года. Многие библиотекари во всём мире принимают эти законы за основу своей профессиональной философии. Пять законов библиотечной науки гласят:
1. Книги предназначены для пользования ими (англ. Books are for use).
2. Книги предназначены для всех; или каждому читателю — его книгу (англ. Books are for all; or Every reader his book).
3. Каждой книге — её читателя (англ. Every book its reader).
4. Берегите время читателя (англ. Save the time of the reader).
5. Библиотека — растущий организм (англ. A library is a growing organism).

## Обзор

### Первый закон: книги предназначены для пользования ими
Первый закон библиотечной науки — «книги предназначены для пользования ими» — означает, что книги в библиотеках не должны быть изолированы от своих пользователей.
Ранганатан утверждал, что основное предназначение библиотек — поощрение использования книг, так как библиотечные материалы не представляют большой ценности без доступа к ним пользователя. Ранганатан акцентировал внимание на таких важных вопросах доступа к библиотечным материалам, как расположение библиотеки, правила использования, часы и дни работы, качество персонала, а также на таких рутинных вопросах, как мебель для библиотеки, температура и освещение.

### Второй закон: каждому читателю — его книгу
Второй закон библиотечной науки — «книги предназначены для всех; или каждому читателю — его книгу» — имеет в виду тот факт, что библиотекари обслуживают самые разные категории пользователей, приобретают литературу, чтобы удовлетворить самые разные потребности, и не осуждают пользователей за то, что они выбирают читать. Люди имеют индивидуальный вкус и отличия, и библиотекари должны относиться к этому с абсолютным уважением.
Согласно второму закону библиотечной науки, каждый член сообщества должен иметь возможность получать необходимые ему материалы. Ранганатан считал, что люди из всех социальных слоёв должны иметь доступ к библиотечным услугам. Библиотекари должны иметь представление об интересах читателей, а собрания библиотек должны соответствовать этим интересам. Библиотекам необходимо активно продвигать и рекламировать свои услуги для привлечения широкого круга читателей.

### Третий закон: каждой книге — её читателя
Третий закон библиотечной науки — «каждой книге — её читателя» — утверждает, что книги могут быть в библиотеке даже тогда, когда они нужны лишь небольшой демографической группе.
Второй и третий законы тесно взаимосвязаны, однако последний делает акцент на книге, подразумевая, что для каждой книги из собрания библиотеки найдётся человек или группа людей, которые сочтут её полезной. При этом библиотека, по утверждению Ранганатана, может разработать различные методы для того, чтобы каждая книга нашла подходящего читателя.

### Четвёртый закон: берегите время читателя
Четвёртый закон библиотечной науки — «берегите время читателя» — ориентирует библиотеки на то, чтобы пользователи были в состоянии быстро и легко найти нужные им материалы.
Этот закон в качестве одного из аспектов успешной библиотеки относит её способность эффективно удовлетворять потребности пользователей. По этой причине Ранганатан рекомендовал применять на практике соответствующие бизнес-методы для улучшения управления библиотекой. Он отмечал преимущества централизации библиотечного фонда в одном месте. Кроме того, по его мнению, в штат библиотеки должны входить специалисты по техническим аспектам каталогизации, покупке книг, классификации и обеспечению использования фондов.

### Пятый закон: библиотека — растущий организм
Пятый закон библиотечной науки — «библиотека — растущий организм» — означает, что библиотеки должны быть учреждениями, которые постоянно изменяются, а не застывают в своей форме. Книги, методы и физическое пространство — всё подлежит развитию и обновлению.
Этот закон обосновывает необходимость внутренних изменений в библиотеках, которые могут проявляться в увеличении штата, материалов и читателей, расширении и изменении общего пространства, читальных залов, полок и каталога.